# Gesamtschule am Gluckenstein

Ehemaliges Logo der Gesamtschule am Gluckenstein

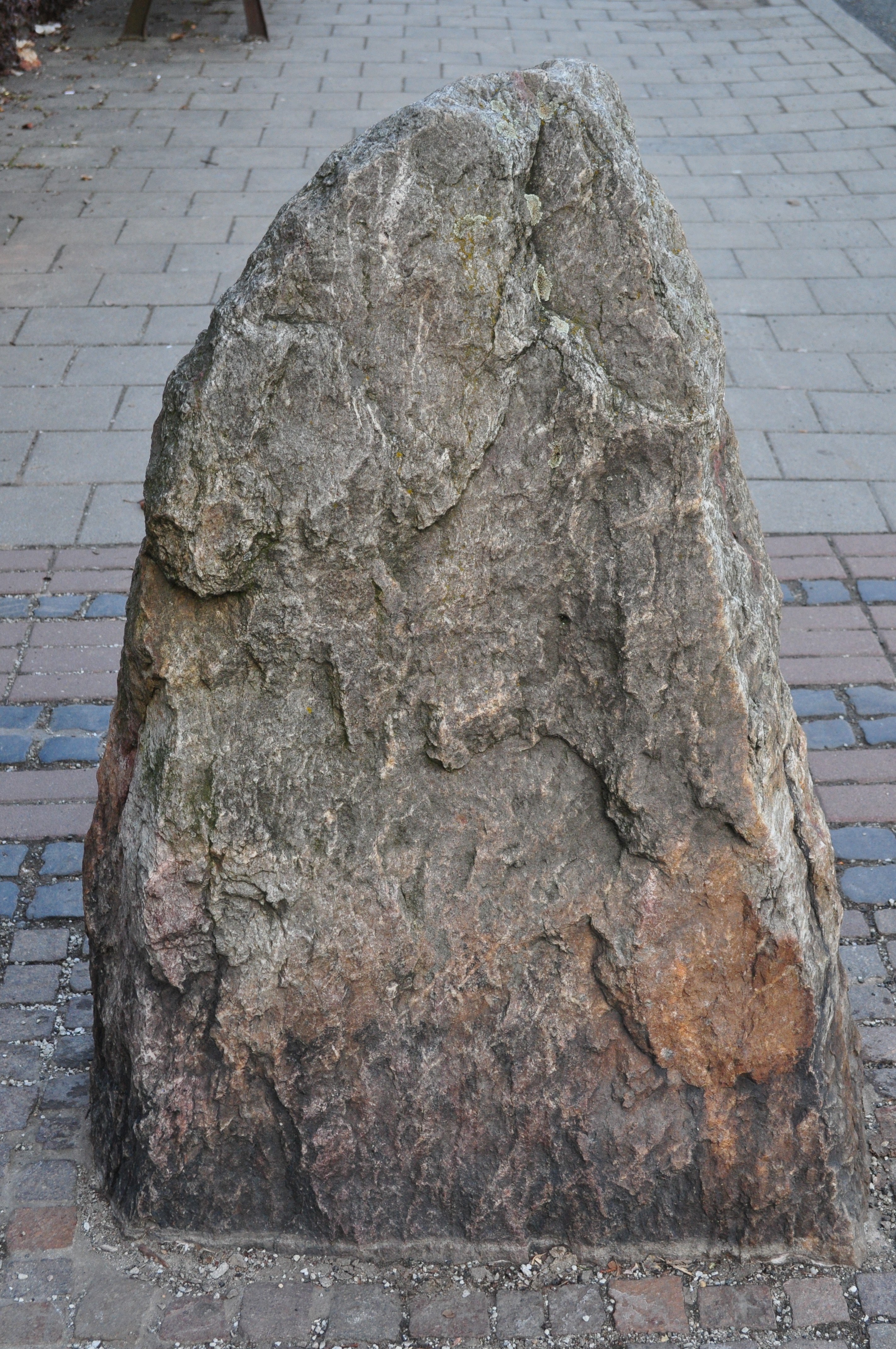
Der Rest des namensgebenden Gluckensteins

Die Gesamtschule am Gluckenstein (GaG) ist eine weiterführende Schule in Bad Homburg vor der Höhe, die in Trägerschaft des Hochtaunuskreises als kooperative Gesamtschule betrieben wird. Die Schule ist nach einem Grenzgemarkungsstein, dem Gluckenstein, am Rande des Schulgeländes benannt.

## Geschichte
Die Schule wurde 1973 als erste Kooperative Gesamtschule eröffnet. Die Eröffnung im traditionell konservativen Bad Homburg war von heftigen ideologischen Debatten um das Konzept der Gesamtschule begleitet. Im Mai 1968 hatte sich eine „Aktionsgemeinschaft zur Wahrung der Elternrechte“ mit Sitz in Bad Homburg zu Wort gemeldet, aus der 1972 der „Hessische Elternverein“, ebenfalls Bad Homburg, entstand, der sich als scharfer Gegner von Gesamtschule und Förderstufe profilierte.
Die Realschule aus der Gymnasiumstraße war bereits im Sommer 1972 in das neue Schulgebäude gezogen, ihr folgten die Hauptschüler der Friedrich-Ebert-Schule, und im August 1973 wurde mit der Förderstufe auch der Gymnasialzweig integriert.
Der aus architektonischer Sicht hochgelobte Neubau erwies sich als dauerhafter Sanierungsfall mit einer stets anfälligen Klimaanlage, einer Heizung, die nur auf zwölf Grad erwärmte und einem von Anfang an undichten Flachdach. Die lange Mängelliste ist bis heute noch immer nicht abgearbeitet. Außerdem war die für 1600 Schüler konzipierte Schule bald mit 2500 Schülern überfüllt, worauf Schichtunterricht eingeführt wurde.
Im Jahr 1996 wurde durch eine Initiative von Eltern und Lehrkräften der Verein der Freunde und Förderer der GaG (Gesamtschule am Gluckenstein) e. V. gegründet.
Ende der 1990er Jahre kam es erneut zu Debatten über die Schulform; die Gesamtschule sollte in eine Haupt- und Realschule umgewandelt werden. Gegen die Abtrennung des gymnasialen Zweigs protestierten Tausende Menschen und zogen in einem Demonstrationszug vor das Büro des damaligen Landrates Jürgen Banzer, der sich durch das „Beispiel der gelebten Demokratie“ umstimmen ließ.
Um 1996 wurde die pädagogische Mittagsbetreuung an der Gesamtschule eingeführt, um einen Schritt Richtung Ganztagsschule zu gehen. Neben warmen Mahlzeiten, Hausaufgabenbetreuung sowie Arbeitsgemeinschaften wurde das Angebot an der Gesamtschule durch ein Projekt und mit Angeboten im Spielraum und Sport ergänzt. Seit dem Schuljahr 2003/2004 wurde das Nachmittagsangebot um einen zusätzlichen Tag erweitert.
2012 wurde das alte Schulgebäude um einen Neubau erweitert, nachdem politische Auseinandersetzungen die Anerkennung als Ganztagesschule und den Bau eines dafür notwendigen Gebäudes verzögert hatten. Seit dem Schuljahr 2011/2012 gilt die Gesamtschule am Gluckenstein als offene Ganztagesschule mit durchlässigen Strukturen. Im Neubau gibt es eine multifunktional nutzbare Mensa. Küche und Sozialräume, das Obergeschoss, von einem Zeltdach bedeckt, bietet Platz für vier Ganztagesräume.
Nach einem Wasserschaden und aufgrund der seit Jahren überfälligen Sanierung des Schulgebäudes suchten Schüler, Lehrer und Eltern im Frühjahr 2012 mit medienwirksamen Aktionen eine sofortige Sanierung zu erreichen. Landrat Ulrich Krebs sagte umfangreiche Reparaturen zu, für die allerdings erst 2015 Mittel bereitstehen.

## Pädagogische Angebote
Pädagogische Schwerpunkte sind MINT, Berufsorientierung und Soziales Lernen. Individuelle Förderung ist ein weiteres Markenzeichen der Gesamtschule.
Annähernd ein Drittel der 800 Schüler sind ausländischer Herkunft. Die Schule bietet diesen Schülern Fördermaßnahmen an. Schüler jedes Schulzweiges ohne Kenntnisse der deutschen Sprache wird ein Intensivkurs angeboten. Des Weiteren erfolgt Unterricht in Herkunftssprachen für Griechen, Italiener, Kroaten, Serben, Marokkaner, Spanier, Bosnier und Türken. Die Schule bietet zehn verschiedene Arbeitsgemeinschaften an.
Schüler, die verhaltensauffällig bzw. schulmüde sind, werden vom Verein Jugend- und Kinderförderung im Stadtteil e. V. (JUKS) betreut, der im Dezember 1991 gegründet wurde. Außerdem besteht seit dem Bundesmodellprojekt Die Kinder des Tantalus – Integrative Angebote für schulmüde Jugendliche eine Kooperation mit der Bildungsstätte Alte Schule Anspach e. V. (BASA).
Die Gesamtschule am Gluckenstein bietet Schüleraustausch nach Frankreich, Italien und Schottland an. Die Partnerschule in Frankreich ist das Collège Albert Camus in Eysines (Vorort von Bordeaux), in Italien mit Schulen in Olbia und in Schottland in Ayr.
In den Jahrgangsstufen 5 bzw. 6 findet eine Klassenfahrt bzw. eine Wanderwoche für fünf Tage statt. In den siebten, achten und neunten Klassen findet entweder eine Begegnungsfahrt mit den Partnerschulen in Greiz (Thüringen), Eysines (Frankreich), Olbia (Sardinien, Italien) und Ayr (Schottland) oder ein Skikurs statt.

## Schulzweige
Die Gesamtschule umfasst einen Gymnasialzweig (Klassen 5–10), einen Realschulzweig (Klassen 7–10), einen Hauptschulzweig (Klassen 7–9) sowie eine Förderstufe (Klassen 5–6).
Gymnasialzweig
Der Gymnasialzweig (Klassen 5–10) beginnt an der Gesamtschule am Gluckenstein in Klasse 5 und endet nach Jahrgangsstufe 10. Die Umstellung vom neunjährigen (G9) auf das achtjährige Gymnasium (G8) fand im Schuljahr 2006/2007 statt. Zum Schuljahr 2008/2009 entschied sich die Gesamtschule am Gluckenstein dazu, das neunjährige Gymnasium wieder einzuführen. Als erste Fremdsprache, also in Jahrgangsstufe 5, wird Englisch angeboten. Das Wahlpflichtfach im Gymnasialzweig ist in den Klassen 9 und 10 Business-English.
Realschulzweig
Der Realschulzweig (Klassen 7–10) führt zur mittleren Reife (Fachoberschulreife/Realschulabschluss). Statt eines Wahlpflichtfachs kann Französisch gewählt werden. Das Betriebspraktikum in der neunten Klasse ist obligatorisch.
Hauptschulzweig
Der Hauptschulzweig (Klassen 7–9) führt zum Hauptschulabschluss (Berufsschulreife). In der achten Jahrgangsstufe nehmen die Hauptschüler an einem dreiwöchigen Betriebspraktikum teil. In der neunten Klasse nehmen sie an einem zweiwöchigen Blockpraktikum und einem anschließenden wöchentlichen Praxistag teil. Die Verbindung zwischen Schule und Berufswelt wird durch Einrichtung von Praxisklassen seit dem Schuljahr 2004/2005 verstärkt.
An der Gesamtschule existiert seit dem Schuljahr 2004/2005 eine sogenannte Praxisklasse in der siebten Jahrgangsstufe. Diese spezielle Klasse wurde in Mitwirkung mit der Stadt Bad Homburg und DB Training, dem Qualifizierungsanbieter der Deutschen Bahn AG, eingerichtet. Die Schüler dieser Klasse werden gezielt gefördert und erhalten eine praxisorientierte Ausbildung. Diese wird mit dem Hauptschulabschluss beendet.
Förderstufe
In der Förderstufe (Klassen 5–6) existieren gegenwärtig fünf Parallelklassen. Die Fächer Englisch und Mathematik werden in Kursen (E, und G) unterrichtet. Der E-Kurs entspricht dem Lehrstoff des Gymnasiums, beim G-Kurs wird der Schüler gezielter gefördert und das Niveau entspricht ungefähr dem der Hauptschule. Die Förderstufenschüler können mehrmals wöchentlich an weiterem Förderunterricht und Hausaufgabenbetreuung mit Mittagstisch teilnehmen.
Gymnasiale Eingangsklasse
2013 ist eine gymnasiale Eingangsklasse eingeführt worden, bei der die Schüler die Möglichkeit haben, den Gymnasialzweig bereits ab Klasse 5 besuchen zu können.
Die Bezeichnung der Schulklassen setzt sich aus dem Jahrgang (5–10), dem Schulzweig (Gymnasialzweig = 1; Realschulzweig = 2; Hauptschulzweig = 3; Förderstufe = F) und der Klassennummer (a, b usw.) zusammen (Beispiel: 9c2).